# Белобровая ложнопищуха
Белобровая ложнопищуха (лат. Climacteris affinis) — вид птиц семейства ложнопищуховых.
Эндемик Австралии. Живёт в засушливых и полузасушливых регионах.
Тело длиной 14—16 см и весом до 21 г. Лоб и верх головы серого цвета. Спина, крылья и хвост коричневые. Некоторые кроющие крыльев красновато-коричневого цвета. Боковые стороны пепельного цвета. Горло и брови светло-серого цвета. По бокам клюва к глазу идёт тонкая черноватая полоска, образуя едва заметную маску. Грудь, брюхо, бока и нижняя часть хвоста беловатые, отдельные перья имеют чёрную кайму, создавая рябой узор. На щеках тоже имеется рябой узор, но с сочетанием белого и серого цветов. Самки отличаются оранжевым оттенком вентральной стороны.
Оседлые птицы. Активны днём. Держатся парами или небольшими группами. Большую часть дня проводят в поисках пищи. Питаются насекомыми, их личинками, яйцами и другими беспозвоночными, собирая их на стволах, ветвях и под корой деревьев.
Моногамные птицы. Сезон размножения длится с июля или августа по ноябрь. За сезон бывает две кладки. Гнёзда строят в дуплах. Дно выстилают травой и мхом. В кладке 1—3 яйца. Инкубация длится две недели. О птенцах заботятся оба родителя. Иногда им помогают самцы предыдущих выводков. Птенцы оставляют гнездо через 20 дней.